# Матвієнко Денис Володимирович
Матвієнко Денис Володимирович (нар. 23 лютого 1979, Дніпропетровськ) — артист балету, Прем'єр  Маріїнського театру (Санкт-Петербург, Росія), Заслужений артист України, єдиний у світі володар чотирьох Ґран-прі міжнародних конкурсів артистів балету. Володар Призу Вацлава Ніжинського, премії «Душа танцю» в номінації «Зірка». Запрошений соліст Большого театру (Москва, Росія), Нового національного токійського театру (Токіо, Японія), Ла Скала (Мілан, Італія), Опера Гарньє (Париж, Франція) та Американського театру балету (Нью-Йорк, США) тощо.

## Родина
Денис Матвієнко — представник третього покоління танцівників і хореографів. Дід і бабця Дениса в молодості були танцівниками знаменитого ансамблю «Жок». Пізніше дід Дениса Клоков Георгій Павлович (1931—2010), Народний артист України, Заслужений діяч мистецтв України, став засновником і керівником ансамблю «Дружба» (1960—1973), а згодом — фольклорно-хореографічного ансамблю «Славутич». Батьки Дениса — Матвієнко Володимир Іванович і Наталія Григорівна — також були танцівниками ансамблю «Славутич». Згодом батько Дениса став головним балетмейстером Київського театру естради (1988—1989) і головним балетмейстером Київського державного мюзик-холу (1989—1991).

Дружина — Анастасія Матвієнко, солістка Маріїнського театру (Санкт-Петербург), донька — Єлизавета Матвієнко (27.01.2013). Сестра  — Олена Матвієнко, балетний продюсер.

## Кар'єра
З 1989 по 1997 навчався у Київському державному хореографічному училищі, у класі Валерія Парсегова. «Валерій… ростив у нас артистів, і в першу чергу — артистів думаючих».
Будучи студентом хореографічного училища, в 17 років Денис Матвієнко дебютував на сцені Національної опери України в партії принца Дезіре у балеті «Спляча красуня». Випускний іспит збігся в часі з проведенням IV Міжнародного конкурсу артистів балету в Люксембурзі, у якому Денис планував брати участь. І директор училища Тетяна Олексіївна Таякіна пішла на безпрецедентний крок — перенесла дату випускного іспиту. На тому конкурсі Денис отримав головну нагороду.
У червні 1997 року Денис Матвієнко став прем'єром Національної опери України. Менше ніж через рік, у 1998 році, він отримує ґран-прі III Міжнародного конкурсу артистів балету ім. Рудольфа Нурієва у Будапешті, а ще через рік, у 1999-му — Золоту медаль та Приз Вацлава Ніжинського на III Міжнародному конкурсі сучасної і класичної хореографії в Наґої (Японія).
У 2001 році Матвієнко отримує запрошення від Маріїнського театру (Санкт-Петербург, Росія), де стає провідним солістом. Упродовж одного театрального сезону виконує там головні партії в балетах «Дон Кіхот» і «Коштовності», а також провідні партії у прем'єрах балетів «Попелюшка» Олексія Ратманського та «Блудний син» Джорджа Баланчина.

З 2002 року Денис Матвієнко — запрошений соліст у Новому національному токійському театрі (Токіо, Японія).
2003 року повертається в Національну оперу України як прем'єр.
У 2005 році Денис Матвієнко, разом з дружиною Анастасією Матвієнко, вирішує взяти участь у Х Московському міжнародному конкурсі артистів балету й хореографів та отримує на конкурсі Головний приз, а Анастасія — Золоту медаль.
Одразу ж після конкурсу Денис Матвієнко отримує від керівництва Большого театру (Москва, Росія), в особі художнього керівника Олексія Ратманського, пропозицію перейти в трупу Большого театру як прем'єр. Але Матвієнко вирішує залишитися в Києві. І знову створює прецедент, ставши у 2005 році — першим з дореволюційних часів — запрошеним прем'єром трупи Большого театру. З 2007 року Матвієнко виступає як головний гість («Guest principal») у міланському оперному театрі Ла Скала та паризькому Опера Гарньє.
У 2007 році на запрошення Фаруха Рузіматова, який на той час був художнім керівником балетної трупи Михайлівського театру (Санкт-Петербург, Росія), Денис Матвієнко стає прем'єром цього театру і переїжджає до Санкт-Петербурга.
З березня 2009 року — прем'єр Маріїнського театру (Санкт-Петербург, Росія).
З 2009 року Матвієнко, разому з Миколою Ціскарідзе, Марсело Ґомесом, Іваном Васильєвим, Ґійомом Коте, Девідом Голберґом, Хосе Мануелем Кареньйо, Хоакіном де Луцем, бере участь в проекті «Королі танцю».

У 2010 році прем'єри Маріїнського театру Денис Матвієнко та Леонід Сарафанов вирішують створити спільний проект. Для цього вони залучають хореографа Едварда Клюґа та композитора Мілко Лазара. Прем'єра балету відбулася 19 червня 2010 року в Санкт-Петербурзі. Балет отримує багато схвальних відгуків і знову прецедент — уперше в історії приватний танцювальний проект номінується на отримання найпрестижнішої театральної премії Росії «Золота маска» зразу в чотирьох номінаціях (Найкраща вистава, Найкраща хореографія, Найкраща жіноча роль і Найкраща чоловіча роль) та отримує «Золоту маску» в номінації «Найкраща чоловіча роль».
У листопаді 2011 року Денис Матвієнко погоджується стати Художнім керівником балетної трупи Національної опери Україну. На цю посаду його урочисто запрошує Міністр Культури України М. А. Кулиняк. У той самий час Денис, разом із сестрою Оленою Матвієнко, створює «Фонд Дениса Матвієнка».
У квітні 2012 року Матвієнко вводить до репертуару НОУ відразу два одноактних балети: «Клас-концент» і «Радіо і Джульєтта». Для постановки залучає Михайла Мессера та Едварда Кліґа. Балет «Радіо і Джульєтта» стає першим в історії театру репертуарним балетом в стилі contemporary.
14 жовтня 2012 року Денис Матвієнко та 32 артисти балету НОУ беруть участь в показі відомого українського дизайнера одягу Олексія Залевського. Саме цей показ урочисто закривав тижні моди «Ukrainian Fashion Week». Вперше в історії українських показів замість моделей на подіум вийшли артисти балету. Акція мала шалений успіх. Ця подія стала ще одним кроком на шляху до того, щоб зробити балет в Україні більш відомим. 
У жовтні 2012 року під керівництвом Дениса Матвієнка в НОУ почалась робота над балетом «Баядерка» (у редакції Наталії Макарової). У січні 2013 року до Києва прилетіла й сама Макарова. 14 лютого 2013 року на сцені НОУ відбулася прем'єра балету «Баядерка». Київський театр став першим театром на теренах колишнього СРСР, де балет «Баядерка» поставила легендарна Макарова. 
6 грудня 2012 року на сцені НОУ — прем'єра балету Едварда Клюга «Quatro».
У березні 2013 року Денис Матвієнко опиняється в центрі величезного скандалу. Під час турне він дізнається про те, що на офіційному сайті Національної опери України його біографію було переставлено з розділу «керівництво» в розділ «артисти балету». Заразом переписують і біографію Дениса Матвієнка, тепер вона виглядає так: «З листопада 2011 р.  — соліст балету Національної опери України імені Т. Г. Шевченка».  Повернувшись до Києва Матвієнко дізнається, що більше не є керівником балетної трупи. Більш того, виявилось, що офіційно він ніколи і не був керівником, а увесь цей час лише «частково виконував обов'язки». 
8 квітня 2013 року Денис Матвієнко скликає журналістів для того, щоб розповісти про те, що сталось. Цього ж дня на посаду художнього керівника балетної трупи НОУ призначають Аніко Рехвіашвілі.
Балетний світ сколихнула ця новина. На захист Матвієнка стали найвідоміші балетні діячі: 
«...Денис зі своїм авторитетом у балетному світі заслуговує на краще ставлення до себе. Україна подарувала світу чимало зірок балету і жодна з них сьогодні не танцює в Києві. Денис єдиний, хто повернувся в Україну, щоб продовжити свою кар'єру та вивести рідний театр на новий рівень...», - Сергій Данилян, відомий балетний продюсер.
«...Зараз багато молодих артистів дивляться, що відбувається — і роблять висновки. І ці висновки не на користь сценічної кар'єри у вітчизняних театрах. Ситуація в Національній опері навколо Матвієнка в кінцевому підсумку шкодить іміджу України..... Національна опера повинна бути зразком для всіх театрів. Тим більше що Матвієнко, не пропрацювавши довго, домігся дуже багато. Він ініціював постановку «Баядерки», яку дуже люблять танцювати артисти балету. Він запросив в Україну зірок світового рівня. У нього самого величезний авторитет в музичному світі. Так чому б не використати? У будь-якій якості...», - Вадим Писарєв, керівник Донецького Національного театру опери і балету.
У грудні 2013 року Денис Матвієнко разом із композитором Костянтином Меладзе, хореографом Дуайтом Роденом та продюсером Оленою Матвієнко розпочинає роботу над балетною виставою The Great Gatsby. Прем'єра балету відбудеться у жовтні 2014 року.
У травні 2015 року Продюсерський центр "Софіт" розпочав роботу над новим балетои хореографа Едварда Клюга - Stabat Mater. 24 червня 2015 року на сцені НПМ "Україна" (Київ, Україна) новостворена трупа проекту THE GREAT GATSBY презентувала балет Stabat Mater разом з балетом Radio and Juliet.
У 2016-2020 роках Матвієнко був художнім керівником балетної трупи Новосибірського оперного театру.
У 2020-му став доцентом кафедри класичного і дуетно-класичного танцю Академії російського балету ім. А. Я. Ваганової, де з 2014 року викладав класичний танець - веде заняття з класичного балетного репертуару і спадщини для іноземних стажерів.

## Нагороди
- 1997 — IV Міжнародний конкурс артистів балету в Люксембурзі — Ґран-прі;
- 1998 — III Міжнародний конкурс артистів балету ім. Рудольфа Нурієва в Будапешті — Ґран-прі;
- 1999 — III Міжнародний конкурс сучасної і класичної хореографії в Наґої, Японія — Золота медаль і Приз Вацлава Ніжинського;
- 2005 — X Московський Міжнародний конкурс артистів балету і хореографів — Ґран-прі.
- 2008 — Приз «Душа танцю» в номінації «Зірка»
- 2009 — Нагороджений нагрудним знаком Міністерства культури Республіки Татарстан «За досягнення в культурі»
- 2011 — Володар Міжнародної балетно премії DANCE OPEN в номінації «Найкраща пара»
- 2014 — «Людина року» 2013 у номінації «Митець року»

## Репертуар
- «Дон Кіхот», хореографія М.Петіпа/А.Горського — Базіль
- «Дон Кіхот», хореографія Рудольфа Нурієва — Базіль
- «Спляча красуня»  — Принц
- «Лебедине озеро» — Принц Зіґфрід
- «Жизель» — Альберт
- «Кармен-сюїта» Альберто Алонсо — Ескаміліо (Тореадор), Хосе
- «Сільфіда» — Джеймс
- «Баядерка» — Солор
- «Ромео і Джульєтта», хореографія Кеннета Макміллана — Ромео
- «Ромео і Джульєтта», хореографія Леоніда Лавровського — Ромео
- «Коштовності», хореографія Джорджа Баланчина — «Смарагди» і «Рубіни»
- «Не встерегти» — Колас (Колін)
- «Тема з варіаціями», хореографія Джорджа Баланчина
- «Блудний син» Джорджа Баланчина — Блудный син
- «Попелюшка», хореографія Олексія Ратманського — Принц
- «Шопеніана», хореографія Фокіна
- «Манон», хореографія Кеннета Макміллана — Кавалер де Ґріє
- «Раймонда» — Жан де Брієн
- «Корсар» — Конрад, Раб
- «Лускунчик» — Принц
- «Три мушкетери» — Д'Артаньян
- «Спартак», хореографія Юрія Григоровича — Спартак
- «Золота доба», хореографія Юрія Григоровича — Борис
- «Дама з камеліями», хореографія Асамі Макі — Арман
- «Спартак», хореографія Георгія Ковтуна — Спартак
- «Уночі», хореографія Джерома Роббінса
- «Шуралé» («Алі Батир»), хореографія Леоніда Якобсона — Алі Батир
- «Етюди» — хореографія Гаральда Ландера
- «Горбоконик», хореографія Олексія Ратманського — Іван-дурник
- Radio and Juliet («Радіо та Джульєтта»), хореографія Едварда Клюґа
- Remanso («Ремансо» ) — хореографія Начо Дуато

## Цікаві факти
В одному зі своїх інтерв'ю легенда світового балету Наталія Макарова висловилася про Дениса Матвієнка так: «Це Баришніков, Нурієв і Годунов ув одній особі. Такого явища в балеті не було давно».